# Jitka Nováčková
Jitka Nováčková (* 28. dubna 1992 České Budějovice) je česká influencerka, modelka, moderátorka a vítězka soutěže Česká miss 2011. V roce 2019 se stala vítězkou kategorie Go Global v soutěži Czech Social Awards. Na platformách YouTube, Instagram nebo TikTok sdílí obsah ze zákulisí velkých akcí a ze svého osobního života. Její sociální média čítají celkem přes 450 000 sledujících.[zdroj?] V roce 2025 získala Cenu ministra životního prostředí za popularizaci udržitelného životního stylu.

## Osobní život
Narodila se v roce 1992 v Českých Budějovicích. V době svého vítězství v České Miss byla studentkou gymnázia Jírovcova v Českých Budějovicích, kde v roce 2011 úspěšně odmaturovala. V červenci 2011 absolvovala filmový kurz na New York Film Academy, což bylo součástí její výhry v České Miss.
Jejím přítelem je finský fotbalista Tim Sparv.
V říjnu 2017 spolu s youtuberem Kovym natočila parodii na Prostřeno!, kde jako ambasadorka platformy Letgo na této platformě nabídla k prodeji Kovyho oblečení.
V září 2020 prostřednictvím svého YouTube kanálu oznámila, že je těhotná a bude mít dceru. Dcera se narodila 11. ledna 2021 a byla pojmenována Leah Elissa.[zdroj?]
V lednu 2020 se po několikaletém vztahu na dálku se přestěhovala za svým přítelem do Dánska. V září 2020 oznámila, že se s partnerem stěhují do Řecka, jelikož ve městě Larisa dostal nabídku.
Jitka Nováčková spolumoderovala přímé televizní přenosy Superstar a několik let působila jako modelka v Německu, kde mezi její klienty patřila např. značka Hugo Boss.[zdroj?]
V současnosti[kdy?] žije střídavě v Řecku a Česku, zapojuje se do tvorby kreativních kampaní značek, podporuje trend zdravé postavy a zajímá se o udržitelný způsob života.[zdroj?]

## Modeling a soutěže Miss
Českou miss se stala 19. března 2011, kdy ji prostřednictvím SMS zvolili diváci soutěže ze 14 finalistek. V srpnu a září 2011 v Brazílii absolvovala přípravu a soutěž Miss Universe 2011, v níž se jí však nepodařilo postoupit do užšího finále.[zdroj?]

## Ambasadorka udržitelnosti
Jitka Nováčková dlouhodobě působí jako influencerka udržitelnějšího životního stylu, zaměřuje se na cirkulární ekonomiku a ukazuje lidem, jak neplýtvat.  Při slavnostním udílení Cen Josefa Vavrouška 19. července 2025 převzala od Petra Hladíka samostatnou Cenu ministra životního prostředí za komunikaci a vzdělávání v environmentální oblasti. 
„Říkala jsem si: to je omyl. Měla jsem pocit, že si ocenění zaslouží někdo jiný. Kdo environmentálním tématům věnuje víc času a jde víc do hloubky. Já přece jen sdílím takové každodenní tipy – ocet místo čističe, přírodní kosmetiku, věci z druhé ruky… Ale možná právě proto to má smysl. Možná se mi daří oslovit lidi, ke kterým by tyto informace jinak vůbec nedošly,“ uvedla k ocenění Jitka Nováčková.